# Aire de conservation de la Mer Bleue
L’aire de conservation de la Mer Bleue est une vaste tourbière de sphaigne couvrant une zone environnementale d’une superficie de 33,43 km², située à une vingtaine de kilomètres à l’est du centre-ville d’Ottawa dans la province de l'Ontario au Canada.
Cette tourbière forme un écosystème de type boréal, un milieu naturel que l’on retrouve généralement dans les régions plus septentrionales, dans le grand nord canadien.
Les pionniers canadiens-français nommèrent cet endroit sauvage « mer bleue » en raison de la couleur bleutée des gaz émanant de la tourbe formée par la décomposition des végétaux et visible dans la demi-obscurité matinale ou en soirée.
En emmagasinant le carbone, les forêts de ce marécage tourbeux devient un allié dans le cadre de la lutte contre les changements climatiques. Cependant, lorsqu'elles se dessèchent ou brûlent, elles libèrent de nouveau du carbone dans l'atmosphère.

## Historique

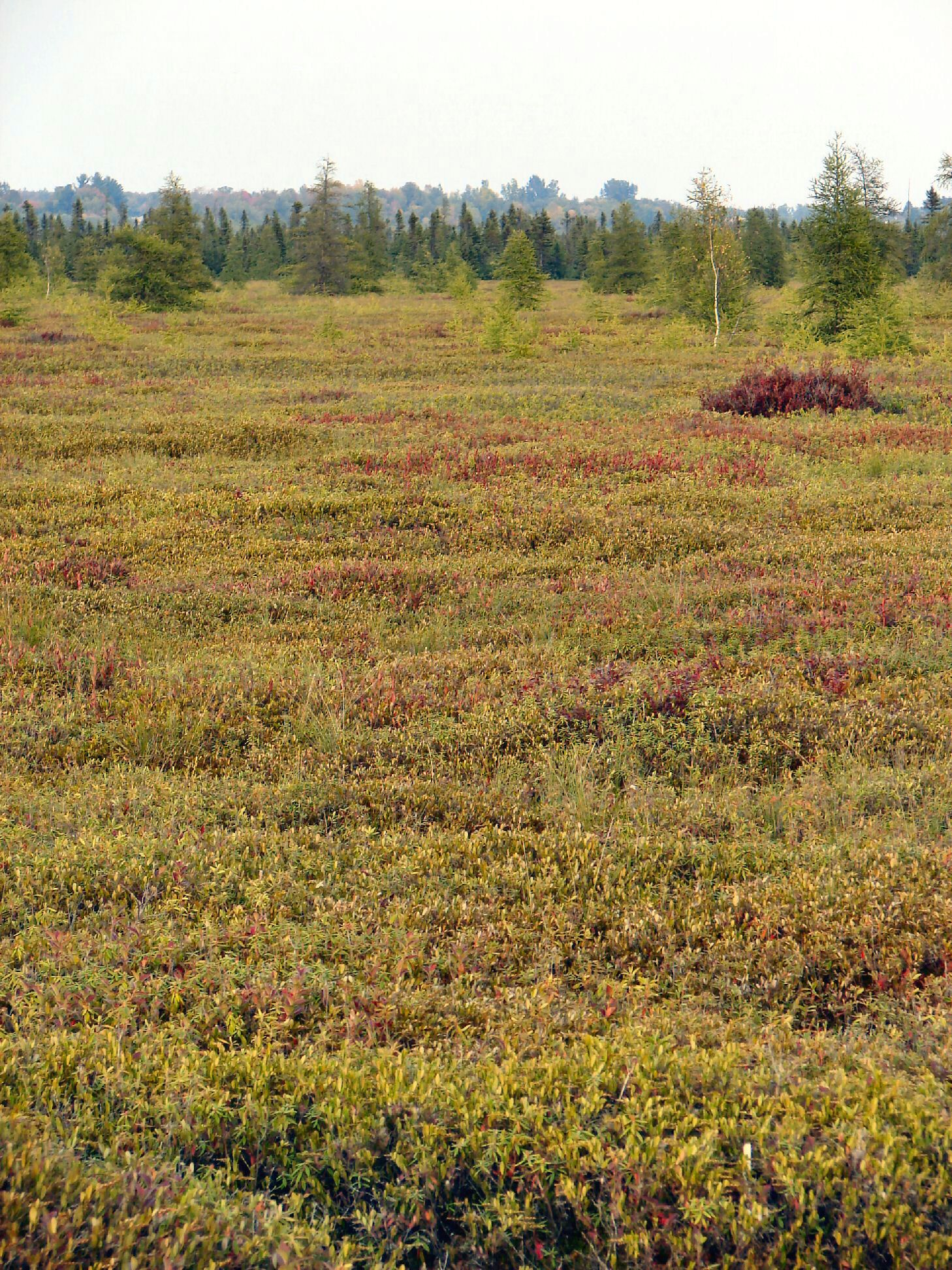
Vue de la tourbière de la Mer Bleue

La Mer Bleue s'étend sur un ancien bras de la rivière des Outaouais qui s'écoulait, il y a plusieurs milliers d'années de cela, dans une ancienne mer d'eau salée, la mer de Champlain. Cette mer de Champlain, aujourd'hui disparue, couvrait, peu après la dernière glaciation, le lit du fleuve Saint-Laurent depuis la ville de Québec jusqu'aux Grands Lacs.
Autrefois, cette zone humide n'était pas prise en considération et considérée comme sans grand intérêt pour la collectivité humaine.
Cette zone fut même, durant la Seconde Guerre mondiale, un terrain militaire pour l'entrainement de l’Aviation royale du Canada qui y a effectué des exercices de bombardement.
Au milieu des années 1950, le gouvernement canadien a exproprié les terres de ce secteur et les a fusionnées avec la ceinture de verdure d'Ottawa.
L’aire de conservation est gérée par la Commission de la capitale nationale.
Le 26 octobre 1995, l’aire de conservation de la Mer Bleue est désignée comme une zone humide d’importance internationale en vertu de la convention de Ramsar.

## Flore
Dans cette zone protégée, poussent plusieurs essences de végétaux : l'épinette noire, le mélèze laricin, le romarin, la myrtille, la linaigrette à feuilles étroites et d'autres espèces qui se sont adaptées au milieu acide des tourbières.
Les zones de marais autour de la Mer Bleue sont caractérisées par des plantes comme les quenouilles, les aulnes, les saules, et une variété de carex. Il y a plusieurs îles Aspen dans le centre de la Mer Bleue constituée d'un étage supérieur de trembles et d'un sous-étage dominé par la fougère.
Parmi les arbres, poussent des peupliers, des pins blancs, des érables et des frênes.

## Faune
L’aire de conservation de la Mer Bleue sert également d’habitat à un grand nombre d’animaux, dont le castor, le rat musqué et la tortue ponctuée.

## Tourisme
Un sentier piétonnier en bois de 1,2 kilomètre de long, permet la découverte de cet environnement particulier. D'autres sentiers de randonnée pédestre, sillonnent la zone protégée et suivent les zones surélevées du bord de la tourbière.